# Demian Conrad
Demian Conrad (Locarno, 16 luglio 1974) è un designer svizzero.
Il suo lavoro spazia dal graphic design alle arti visive. È autore di diversi libri sul design.

## Biografia
Demian Conrad si laurea in comunicazione visiva presso la SUPSI di Lugano. In questo periodo fu allievo del designer Bruno Monguzzi e dell’artista Reto Rigassi. In seguito, studia Pensiero laterale con Edward De Bono presso l’Università di Malta.
Il designer si trasferisce nel 2003 a Losanna e nel 2007 fonda il Demian Conrad Design Studio.
Dal 2007 al 2015, il designer applica un approccio sperimentale alla progettazione grafica. Questo approccio si ispira ai maestri della Scuola Svizzera come Max Bill ma anche ad altre figure come Bruno Munari.
In quegli anni si avvicina alla progettazione partecipativa, all’etica DIY, al design hacking e alla tipografia algoritmica e parametrica, sperimentando nuovi modi di progettare e produrre opere: come il Water Random Offset Printer (WROP). Conrad, partendo dalla stampa offset, riprende la tecnica utilizzata dai tipografi che, dopo un lavoro, lavano la macchina da stampa mentre la pressa è in funzione, facendo passare dell'alcol nelle lastre per rimuovere l'inchiostro residuo.
Il WROP permette al designer di interferire con le proprietà idriche e chimiche della macchina mentre sta stampando, alterando le produzioni in serie attraverso interventi manuali che diluiscono l'inchiostro sulle placche con l'acqua.
Nel 2012, su commissione della Confederazione Elvetica, Demian Conrad disegna il francobollo per il centenario del Codice civile svizzero (CCS). 
La sintassi visiva scelta ha lo scopo di celebrare il concetto di buona fede, espresso nell’Art. 2 paragrafo 1 del CCS.
Per l’occasione Conrad utilizza un grigio che rimanda al colore della copertina del CCS e il carattere Times New Roman. 
Una caratteristica del francobollo è la ridotta dimensione dei caratteri, che possono essere letti attraverso l’utilizzo della lente da collezionista filatelico. Fu presentato a Berna presso l'assemblea federale dalla ex-Presidentessa della Confederazione elvetica Simonetta Sommaruga.
Nel 2013 Conrad sviluppa la campagna di comunicazione per la 12ª edizione del Lausanne Underground Film & Music Festival (LUFF). 
La strategia tipografica scelta è stata quella di utilizzare caratteri monumentali, talmente grandi da essere leggibili da distante. Nella composizione tipografica, il designer ha suddiviso il testo in sei linee, coprendo alcune di queste con bande nere, create attraverso la tecnica WROP.
In questo stesso periodo, Conrad fonda la collezione di mobili DADADUM. Sotto la direzione creativa di Conrad, DADADUM vince diversi premi, fra i quali nel 2013 il ED Awards European Design per l’Identity Brand.
Nel 2014 Conrad riceve l’incarico di progettare la campagna di Art Basel. Il designer applica un approccio basato sulla relazione tra colore ed identità. In quest’opera, il linguaggio visivo è caratterizzato dai contrasti cromatici. Due tinte contrastanti sono accoppiate per ciascuna immagine. Colori metallici e materici sono abbinati con colori fluorescenti e vibranti. Dal 2014 ad oggi Conrad insegna Design Editoriale ed è ricercatore presso la Haute Ecole d’Art et Design (HEAD) di Ginevra.
Nel 2016, Demian Conrad cura la visual identity della campagna sul referendum svizzero a favore del reddito di base (Basic Income Campaign), proposto dalla Generation Grundeinkommen. Il suo approccio mira a valorizzare la bellezza come messaggio politico. Il designer concepisce un cerchio dorato:  «è un simbolo. Un simbolo elegante, positivo e femminile che evoca una società migliore dove la ricchezza è meglio distribuita. Soprattutto, volevamo fare qualcosa di bello. Il concetto di questa campagna è che la bellezza può cambiare il mondo», dice Conrad per 24 heures. Questo lavoro cerca di evidenziare il potere evocativo del segno ridotto alla sua essenza. Nel 2017 l'Art Director Club premia il progetto Basic Income Campaign Nello stesso anno, Conrad ribatezza il suo studio con il nome di Automatico Studio e diventa membro dell'Alliance Graphique Internationale (AGI).
In questo periodo, il designer elabora un nuovo approccio al graphic design, attraverso una metodologia volta alla riduzione della complessità e alla sintesi. Ispirandosi all'arte minimale e da alcune filosofie giapponesi, si avvicina alla poetica della vacuità. Il suo lavoro si iscrive nelle narrative avviate da Emil Ruder, AG Fronzoni e Georg Staehelin. Il suo design converge verso un linguaggio orientato ai valori dell’essenzialità e la sua estetica verte sulle forme pure e la leggibilità tipografica come quelli disegnati con il font Univers di Adrian Frutiger.
Nel 2017 contribuisce alla fondazione del Center for Future Publishing presso l'HEAD. Con il centro, Conrad fa ricerca nella progettazione grafica basata sulla tipografia algoritmica e parametrica. Il designer utilizza algoritmi generativi e l'intelligenza artificiale per la progettazione automatica di opere editoriali e multimediali, sfruttando algoritmi di AI per analizzare e interpretare, anche in tempo reale, dati testuali e visivi.
Nello stesso anno, il Grand Palais di Parigi gli ha affidato la progettazione della comunicazione grafica per la mostra Artistes & Robots. In stretta collaborazione con il curatore Jérôme Neutres e il co-curatore e artista Miguel Chevalier, il designer progetta la comunicazione grafica della mostra.  Per questo progetto vengono utilizzati degli algoritmi parametrici per progettare i lavori editoriali e multimediali della mostra. Questi algoritmi sono ispirati al Metafont di Donald Knuth. Per la mostra, Conrad ha anche creato l'installazione iniziale, intitolata Responsive Typography. L'opera è stata progettata per interagire con il visitatore attraverso l’interpretazione dei suoi movimenti. Utilizza un processo di generazione parametrico messo a punto partendo da disegni fatti a mano. La forma del font parametrico è il risultato di un processo che trasforma forme circolari in quadrati o rombi.

## Collezioni
Le opere di Conrad sono presenti in collezioni private e nelle collezioni di musei importanti, tra cui: il Museo del Design di Zurigo, il Musée de Design et d’Arts Appliqués Contemporains de Lausanne (MUDAC), la Biblioteca Nazionale Svizzera di Berna e la Biblioteca cantonale di Canton Vaud.

## Esposizioni
- 2011 The hand of graphic designer, curata da Francesca Serrazanetti e Matteo Schubert, Villa Necchi, Milano (Italia)[25];
- 2012 Fanatic Collaborative Magazine. Making Together, curata da Stefano Maffei e Susanna Legrenzi, Spazio Logotel, Milano (Italia)[26];
- 2012 100 Jahre Schweizer Grafik, curata da Karin Gimmi e Barbara Junod, Museum für Gestaltung, Zurigo (Svizzera)[27];
- 2013 Un/Limited, curata da Thibaud Tissot, Museum of Fine Arts, Le Locle (Svizzera)[28];
- 2014 Schweiz – Japan, curata da Stephanie Cuérel e Josh Schaub, Weltformat Graphic Design Festival, Lucerna (Svizzera)[29];
- 2016 Swiss Graphic Design Exhibition, curata da Erich Brechbühl, Noël Leu e Anna-Viktoria Eschbach, Crafts Museum of China Academy of Art, Shanghai (Cina)[30];
- 2017 Who the hell is Mr Brockmann?, curata da David Kilian Beck, Ambit gallery, Londra (Regno Unito)[31];
- 2018 Art imprimé, curata da Nathalie Herschdorfer, Triennal of Contemporary Prints, Le Locle (Svizzera)[32];
- 2018 Artistes et robots, curata da Laurence Bertrand-Dorléac e Jérôme Neutres, Grand Palais de Paris, Parigi (Francia)[33];
- 2019 Millennials – New Millennium Design, curata da José Bártolo, Porto Design Biennial, Porto (Portogallo)[34];
- 2020 Code/Poésie, curata da Antonio Rodriguez, Chateaux de Morges (Svizzera)[35];
- 2020 Offsetdruck-Unikate, curata da Johannes Nilo, Unternehmen Mitte, Basilea (Svizzera)[36];
- 2021 Rock Me Baby, curata da Sébastien Mettraux, Centre D'Art Contemporain, Yverdon-Les-Bains (Svizzera)[37].

## Pubblicazioni

### Libri
- Un sedicesimo 24. Il sole dopo la pioggia, Corraini Editore, 2011.
- (EN) Famous ordinary things, con Rob Van Leijsen, Dabook, 2016, ISBN 978-88-903-8390-8.
- (EN) Who the Hell Is Müller-Brockmann? Conversations About the Swiss Style, Arthur Niggli, 2021, ISBN 9783721210071.

### Articoli
- (EN) Johannes & Alan. A workshop of algorithmic typography, in Issue. Journal of art & design, Ginevra, Head, 2020.